# Герб Срединной Литвы
Герб Срединной Литвы (пол. Godło Litwy Środkowej) — официальный государственный символ Срединной Литвы, наряду с флагом. Введён Декретом Главнокомандующего армией 12 октября 1920 года. Опубликован в «Официальном вестнике Временной правящей комиссии Срединной Литвы» (пол. Litwa Środkowa. Dziennik Urzędowy Tymczasowej Komisji Rządzącej) № 1 от 17 ноября 1920 года.
Ст. 5. В качестве герба Срединной Литвы устанавливаю щит с орлом и погоней. 

Ст. 6. Красный флаг с орлом и погоней устанавливаю как государственный.
Оригинальный текст (пол.)Art. 5. Jako godło Litwy ustanawiam tarczę z Orłem i Pogonią.

Art. 6. Flage czerwoną z Orłem i Pogonią ustanawiam jako państwowa.

Фактически герб представлял собой красный рассечённый щит, в правом червлёном поле польский серебряный одноглавый коронованный орёл, в левом червлёном поле — серебряная литовская Погоня.
Этот герб был похож на герб Королевства Польского, утверждённый в феврале 1831 года Сеймом во время Ноябрьского восстания (1830).
В 1921 году на марках Срединной Литвы появились иные варианты герба. На марке № 38 каталога Michla щит разделён на 4 части: в полях 1 и 4 орёл; в полях 2 и 3 Погоня; на центральном щите располагается фигура святого Кристофа — герб Вильнюса.
22 марта 1922 года учредительный сейм в Варшаве принял Акт воссоединения Виленского края с Польской Республикой. 18 апреля 1922 года в Вильне при участии Начальника государства Юзефа Пилсудского, премьер-министра Антони Пониковского, примаса Польши Эдмунда Дальбора, генерала Люциана Желиговского состоялось торжественное подписание акта об установлении власти правительства Польши. С этого момента используется польский герб. В 1926 на территории Срединной Литвы было сформировано Виленское воеводство, у которого был свой герб.
- Герб Польского восстания 1830—1831 годов
- Герб на официальном документе
- Рисунок герба 1920 года
- Герб на марке 1920 года
- Герб на марке 1920 года
- Герб на марке 1921 года
- Герб на марке 1921 года
- Герб на марке 1922 года
- Герб Виленского воеводства 1926—1939 годов